# Европско првенство у фудбалу 2024 — група Б
Група Б на Европском првенству 2024. одржана је од 15. до 24. јуна 2024. у Њемачкој, а утакмице су игране у шест градова: Берлину, Дортмунду, Гелзенкирхену, Лајпцигу, Диселдорфу и Хамбургу. У групи су играле Шпанија, Хрватска, Италија и Албанија. Двије првопласиране репрезентације пласирале су се међу најбољих 16, док су у елиминациону фазу прошле и четири најбоље трећепласиране репрезентације од укупно шест.
Побједник групе А у осмини финала играо је са једном од најбоље рангираних трећепласираних репрезентација, а могао је да игра против екипе из група А, Д, Е и Ф. Другопласирани из групе Б играо је против другопласираног из групе А, док је трећепласирани из групе Б могао у осмини финала да игра против побједника група Е и Ф.
Шпанија је завршила на првом мјесту са све три побједе и девет бодова, Италија је завршила на другом мјесту са четири бодова, Хрватска на трећем са два, а Албанија на четвртом са једним бодом. Шпанија и Италија су се пласирале у елиминациону фазу, док Хрватска није завршила међу четири најбоље трећепласиране репрезентације и испала је. То је био први пут да Хрватска није прошла групну фазу Европског првенства од 2012. и први пут да није прошла групну фазу неког великог такмичења од Свјетског првенства 2014. Лука Модрић је постигао гол у трећем колу групне фазе против Италије, чиме је постао најстарији фудбалер икада који је постигао гол на Европском првенству.

## Тимови
| Позиција на жријебу | Тим      | Шешир | Начин Квалификовања      | Датум Квалификовања | Укупно наступа | Последњи наступ | Најбољи резултат             | Квалификациони ренкинг Новембар 2023. | ФИФА ренкинг Април 2024. |
| ------------------- | -------- | ----- | ------------------------ | ------------------- | -------------- | --------------- | ---------------------------- | ------------------------------------- | ------------------------ |
| Б1                  | Шпанија  | 1     | Побједник Групе А        | 15. октобар 2023.   | 12.            | 2020            | Побједник (1964, 2008, 2012) | 3                                     | 8                        |
| Б2                  | Хрватска | 3     | Другопласирани у Групи Д | 21. новембар 2023.  | 7.             | 2020            | Четвртфинале (1996, 2008)    | 14                                    | 10                       |
| Б3                  | Италија  | 4     | Другопласирани у Групи Ц | 20. новембар 2023.  | 11.            | 2020            | Побједник (1968, 2020)       | 18                                    | 9                        |
| Б4                  | Албанија | 2     | Побједник Групе Е        | 17. новембар 2023.  | 2.             | 2016            | Групна фаза (2016)           | 10                                    | 66                       |

## Резултати

### Прво коло

#### Шпанија—Хрватска
| Шпанија                                | 3 : 0     | Хрватска |
| -------------------------------------- | --------- | -------- |
| Мората 29’ · Руиз 32’ · Карвахал 45+2’ | Извјештај |          |

| Шпанија | Хрватска |

#### Италија—Албанија
| Италија                  | 2 : 1     | Албанија   |
| ------------------------ | --------- | ---------- |
| Бастони 11’ · Барела 16’ | Извјештај | Бајрами 1’ |

| Италија | Албанија |

### Друго коло

#### Хрватска—Албанија
| Хрватска                        | 2 : 2     | Албанија                |
| ------------------------------- | --------- | ----------------------- |
| Крамарић 74’ · Ђасула 76’ (аг.) | Извјештај | Лачи 11’ · Ђасула 90+4’ |

| Хрватска | Албанија |

#### Шпанија—Италија
| Шпанија             | 1 : 0     | Италија |
| ------------------- | --------- | ------- |
| Калафјори 55’ (аг.) | Извјештај |         |

| Шпанија | Италија |

### Треће коло

#### Албанија—Шпанија
| Албанија | 0 : 1     | Шпанија   |
| -------- | --------- | --------- |
|          | Извјештај | Торес 13’ |

| Албанија | Шпанија |

#### Хрватска—Италија
| Хрватска   | 1 : 1     | Италија      |
| ---------- | --------- | ------------ |
| Модрић 55’ | Извјештај | Закањи 90+8’ |

| Хрватска | Италија |

## Табела и статистика
| Мјесто | Екипа    | Играно | Побједа | Неријешено | Пораза | Дао гол. | При. гол. | Гол-разлика | Бодови |
| ------ | -------- | ------ | ------- | ---------- | ------ | -------- | --------- | ----------- | ------ |
| 1.     | Шпанија  | 3      | 3       | 0          | 0      | 5        | 0         | +5          | 9      |
| 2.     | Италија  | 3      | 1       | 1          | 1      | 3        | 3         | 0           | 4      |
| 3.     | Хрватска | 3      | 0       | 2          | 1      | 3        | 6         | −3          | 2      |
| 4.     | Албанија | 3      | 0       | 1          | 2      | 3        | 5         | −2          | 1      |

## Фер-плеј
Поени за фер-плеј користе се за одлучивање мјеста на табели у случају истог броја бодова и исте гол-разлике. Тим с мањим бројем негативних поена заузима више мјесто на табели. Поени се рачунају на основу добијених жутих и црвених картона у свакој утакмици групне фазе по следећем принципу:
- жути картон — минус 1 поен;
- други жути картон (индиректан црвени картон) — минус 3 поена;
- директан црвени картон — минус 3 поена;
- жути картон, а затим директан црвени картон — минус 4 поена.

Само једна казна се примјењује за истог играча на једној утакмици.
| Тим      | 1. коло     | 1. коло                       | 1. коло  | 1. коло                | 2. коло     | 2. коло                       | 2. коло  | 2. коло                | 3. коло     | 3. коло                       | 3. коло  | 3. коло                | Поени |
| Тим      | Жути картон | Yellow card · Yellow-red card | Red card | Yellow card · Red card | Жути картон | Yellow card · Yellow-red card | Red card | Yellow card · Red card | Жути картон | Yellow card · Yellow-red card | Red card | Yellow card · Red card | Поени |
| -------- | ----------- | ----------------------------- | -------- | ---------------------- | ----------- | ----------------------------- | -------- | ---------------------- | ----------- | ----------------------------- | -------- | ---------------------- | ----- |
| Шпанија  | 1           |                               |          |                        | 3           |                               |          |                        | 1           |                               |          |                        | −5    |
| Италија  | 2           |                               |          |                        | 2           |                               |          |                        | 3           |                               |          |                        | −7    |
| Албанија | 2           |                               |          |                        | 3           |                               |          |                        | 3           |                               |          |                        | −8    |
| Хрватска |             |                               |          |                        | 2           |                               |          |                        | 6           |                               |          |                        | −8    |

1. 1 2  Укључујући и картоне које су добили чланови техничког особља тима.